# Paraturbanella intermedia
Paraturbanella intermedia is een buikharige uit de familie Turbanellidae. Het dier komt uit het geslacht Paraturbanella. Paraturbanella intermedia werd in 1957 voor het eerst wetenschappelijk beschreven door Wieser. 